# KEY10 Music
KEY10 Music（キーテンミュージック）とは、2014年から福岡県内にて開催されている音楽プロジェクト。
主催はトヨタカローラ福岡、共催はエフエム福岡『Hyper Night Program GOW!!』。西鉄エージェンシーが制作に協力。キャッチコピーは「『福岡ミュージシャン』全力応援！」。

## 概要
福岡のミュージシャンを発掘・応援する目的にて、毎年1回開催。
楽曲・アルバムジャケットイラストをそれぞれ公募してオムニバスCDを2万枚製作。CDはカローラ福岡の各店舗にて無料配布される。
楽曲は毎年夏に公募され、福岡県内在住のミュージシャンを対象に自薦・他薦にて受け付ける（特定のプロダクションとの契約がないことが条件）。オリジナル楽曲限定のバンド・シンガーソングライター部門と、カバーソングでも可のボーカリスト部門に分かれており、合わせて10曲が選出される。書類・音源の1次審査を経て実技（生演奏）による2次審査が行われ合格者が決定され、翌年4月リリースのオムニバスCD収録となる。
選出されたミュージシャンはお披露目ライブや記者会見に出席する。また一部のミュージシャンはカローラ福岡のCMに抜擢されるほか、NUMBER SHOT・ミュージックシティ天神メインステージなど地元の大規模イベントにも出演を果たしており、本プロジェクトは福岡におけるミュージシャンの登竜門の1つになっている。また若手のみならず活動歴の長いミュージシャンやメジャーレーベル経験者も参加しており、福岡の音楽シーンを次世代へと継承する場にもなっている。
アルバムジャケットの公募は毎年秋頃、楽曲の審査が終了した後に開始され、書類審査を経て採用画像が決定される。なお、該当作品無しとなった年もあり、その際は福岡出身の漫画家へ発注された。
なお2024年で10回目に達したことに加え、トヨタ自動車に限らず自動車業界自体が全国規模で販社再編整理を進めていることもあって、プロジェクトは事実上終わらせる方向であり、2024年のプロジェクトは「10年目の集大成」と謳われた。

## 主な参加ミュージシャン・イラストレーター
トヨタカローラ福岡のCMに出演した者、およびWikipediaに個別記載のある者を中心に記載。
Vol.1（2015年4月）

品番 : FK10M-001

ジャケットデザイン：西元祐貴（Yu-ki Nishimoto）

主な収録曲
- えとぴりか「魔法のプロテイン」
- THE EXPLOSIONS「PROMISED LAND」
- 山部"YAMAZEN"善次郎「カローラに乗って」

Vol.2（2016年4月）

品番 : FK10M-002

ジャケットデザイン：MARUMIYAN

主な収録曲
- NOAHTIC「Something you have given me」
- THE GOGGLES「I WANNA CALL YOUR NAME 〜抱きしめてみたい〜」
- 190R「クラスゾキサン」

Vol.3（2017年4月）

品番 : FK10M-003

ジャケットデザイン：モンドくん(mondo)

主な収録曲
- SxAxL「Day dreaming」
- 江頭つとむ「素敵なドライブ」
- acane「僕のたからもの」

Vol.4（2018年4月）

品番 : FK10M-005

ジャケットデザイン：世戸ヒロアキ

主な収録曲
- 西島幸宏「G.O.ブルース」
- DOC HOLiDAY AND APACHE TRAiN「ねずみ花火のブルース」
- Bigfumi「Life」
- 原みどり  with All Stars「21世紀のドライブ」
- 図鑑「メモリー」

Vol.5（2019年4月）

品番 : FK10M-005

ジャケットデザイン：鴨川つばめ

主な収録曲
- CLUB SANDINISTA!「OFF THE WALL」
- Tommy ＆ Aji「ドライブライフ」

Vol.6（2020年4月）

品番 : FK10M-006

ジャケットデザイン：谷口亮

主な収録曲
- 的野祥子「アンコール」
- TEAM SURPRISE「Steps!」

Vol.9 (2023年4月)
品番 : FK10M-009

ジャケットデザイン：まっつ

主な収録曲
・なかしま拓「雪月花」